# Glyptorhagada kooringensis
Glyptorhagada kooringensis är en snäckart som först beskrevs av George French Angas 1877.  Glyptorhagada kooringensis ingår i släktet Glyptorhagada och familjen Camaenidae. IUCN kategoriserar arten globalt som sårbar. Inga underarter finns listade i Catalogue of Life.